# József Moravetz
József Moravetz (14 de gener de 1911 - 16 de febrer de 1990) fou un futbolista romanès. Va formar part de l'equip romanès a la Copa del Món de 1934.